# Kerem Hateimanim

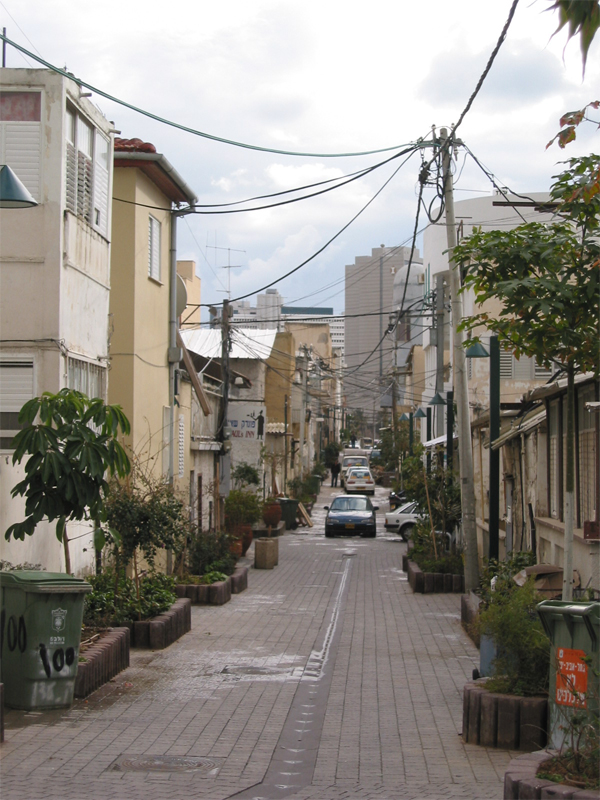
Imagine din Kerem Hateimanim

Kerem Hateimanim (în ebraică:כרם התימנים - „Via yemeniților”) este un cartier în zona de centru-sud a orașului Tel Aviv din Israel, între străzile Allenby, Geula, Hakovshim și Hacarmel.
Cartierul a fost alcătuit în 1906, în timpul stăpânirii otomane, din primele case zidite la nord de orașul Jaffa și a fost populat de evrei din Yemen care au sosit în Palestina în valul de emigrație denumit „Eelè betamar” ("În finic eu m-aș sui", Cântarea Cântărilor. 7,9) din anii 1881-1882. Kerem Hateimanim a fost unul din cele 11 cartiere separate fondate în anii 1903-1909 înainte de întemeierea Tel Avivului, pe atunci Ahuzat Bait-Tel Aviv. În anul 1921 Kerem Hateimanim și alte cartiere s-au alăturat Tel Avivului.
Cartierul are circa 5000 locuitori (în jurul anului 2016), o mare parte din ei tineri veniți din afara cartierului.

## Istoria

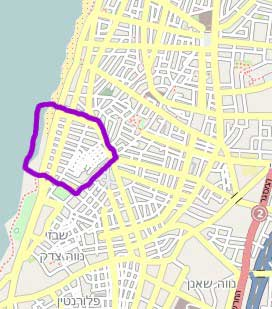
Kerem Hateimanim pe harta Tel Avivului

Cartierul a luat ființă în 1906 pe pământuri aparținând lui Aharon Shlush (Chelouche), lui Yossef Bek Moyal și lui Haim Amzaleg. Terenurile au fost vândute în condiții avantajoase pentru cumpărători. Majoritatea acestora erau evrei yemeniți care au venit de la Ierusalim. Propunerea inițială era de a numi noul cartier după avocatul David Moyal, fiul lui Yossef Bek Moyal, dar deoarece construcția lui s-a prelungit vreme de mulți ani, s-a propus la un moment dat denumirea „Mahane Israel” (Tabăra lui Israel). Numele de Kerem Hateimanim (Via yemeniților) s-a încetățenit abia în anul 1929. Versiunea timpurie a lui ar fi fost „Via Yemenitului”, după evreul yemenit care păzea podgoria lui Yossef Bek Moyal. 
Cartierul era caracterizat de construcții joase, cu curți interioare, case atașate între ele, și ulițe strâmte. Din cauza condiției socio-economice inferioare a locuitorilor casele erau făcute din scânduri de lemn, tinichea, și alte materiale ieftine. La marginea cartierului s-a aflat în anii 1920 o zonă mizeră numită Haret al Tanaka și „Via de carton” (Kerem Karton). 
Între locuitorii cartierului s-au numărat câțiva cărturari religioși, precum rabinul Yehia Nahum, care era rabinul cartierului, rabinul Avraham Alnadaf și rabinul Shalom Itzhak Halevi.

### În anii 1945-1948

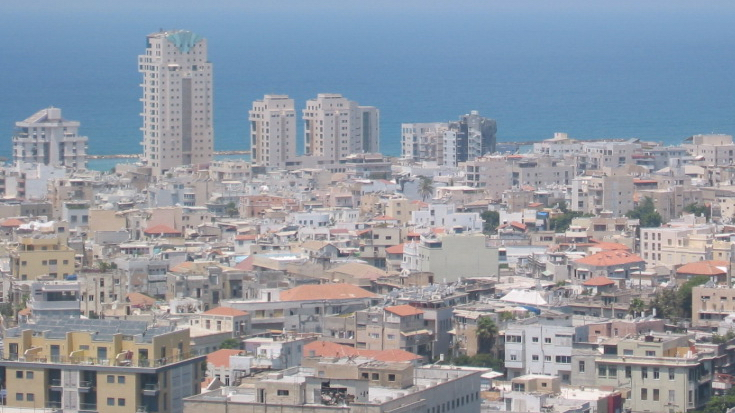
Kerem Hateimanim, vedere aeriană, 2008

Împreună cu cartierul vecin Neve Tzedek, Kerem Hateimanim a fost în vremea răzmerițelor arabe din 1921, 1929 și 1936-1938 în prima linie a atacurilor din partea arabilor vecini. În ultimii ani ai mandatului britanic în Palestina, cartierul a fost supus adesea unor tiruri de arme de foc trase din minaretul moscheii Hassan Bek.
Cartierul  devenit in cursul anilor un bastion al mișcărilor evreiești subterane de apărare legate de cercurile sionismului revizionist din Tel Aviv. Adesea locuitorii au adăpostit luptători urmăriți sau răniți din rândurile organizațiilor Etzel (Irgun) și Lehi. Așa a fost, de pildă, după atacul efectuat de membri ai Lehi asupra taberei militare britanice din strada Hayarkon din Tel Aviv la 25 aprilie 1945. Atacanții s-au refugiat în Kerem Hateimanim și li s-a pierdut urma.  
Organizația principală de apărare a evreilor Haganá a înființat în cartier o mișcare de tineret numită HaShahar (Zorile).
În anul 1947 Haganá a planificat o zonă G de front la frontiera Tel Avivului cu zonele locuite de arabi, și care s-a situat între cartierele evreiești Kerem Hateimanim, Neve Tzedek, Neve Shalom, și litoralul mării.În fruntea  acestei linii de front cu 105 poziții a fost numit Israel Shhori. În 40 dintre poziții au fost postați luptători numai în cazuri de urgență. În posesia luptătorilor s-au aflat 64 puști. În apropiere, conform acordului dintre organizațiile de luptă evreiești, de la Kerem Hateimanim și până la Neve Shalom au fost stabilite posturi de comandă și poziții ale luptătorilor din organizația „Irgun”. De aici în 25 aprilie 1948 aceștia au asaltat cartierul arab ostil Manshiye și Jaffa

### După crearea Statului Israel

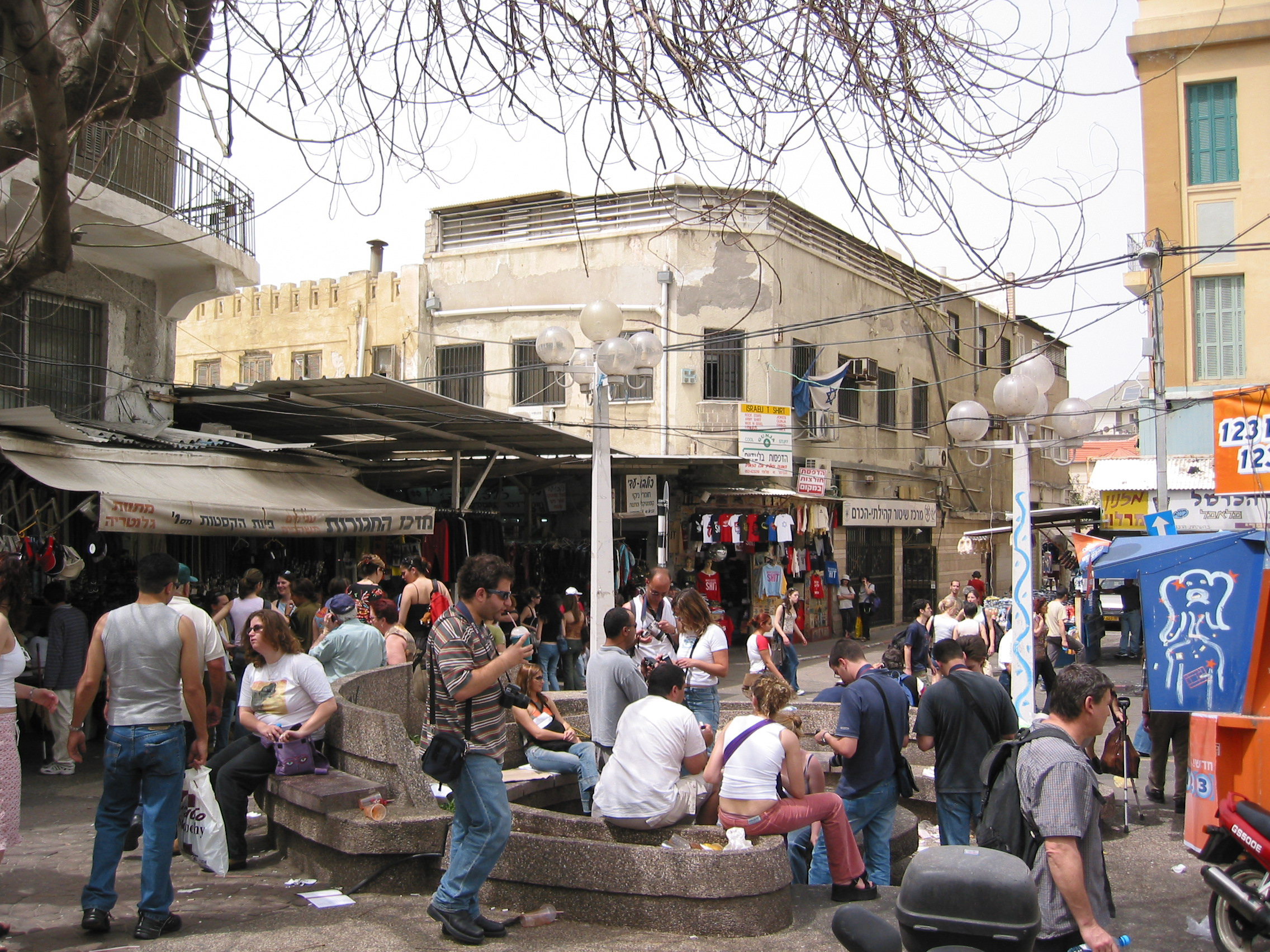
Piața Maggen David cu intrarea în Bazarul principal al Tel Avivului, Shuk Hacarmel - la marginea cartierului Kerem Hateimanim, imagine din 2002

În cartier au luat ființă ansambluri muzicale ale evreilor yemeniti „Tzliley Teiman” (Sunetele Yemenului), „Hashvilim” (Potecile), „Haparvarim” (Periferiile). de asemenea s-au evidențiat cântăreți ca Suleiman Hagadol (Shlomo Cohen, zis Suleiman cel Mare), Boaz Sharabi, Ahuva Ozeri, Hofni Cohen, Daklon și alții.
Au luat ființă restaurante specializate în bucătăria yemenită, în care aveau loc petreceri vestite numite în arabă Hafla.
De asemenea cartierul s-a mândrit cu propria sa echipă de fotbal, „Shimshon” (adică Samson).
Începând din anii 1990 fața cartierului s-a schimbat, prin construirea unor case mari și impunătoare și a crescut cererea de locuințe. Componența demografică a populației s-a modificat, multi din tinerii cartierului părăsindu-l. În cartier a rămas un club al bătrânilor care mai păstrează spiritul din vechime al cartierului. Mai se afla și numeroase mici sinagogi, din care numai o parte sunt active în toate zilele săptămânii.